# Kawin Pitaksalee
Kawin Pitaksalee (thailändisch กวิน พิทักษ์สาลี; * 30. Oktober 2005), auch als Ohm bekannt, ist ein thailändischer Fußballspieler.

## Karriere
Kawin Pitaksalee erlernte das Fußballspielen in der Schulmannschaft der Suankularb-Wittayalai-Schule in der Hauptstadt Bangkok. Seinen ersten Vertrag unterschrieb der Torwart im Sommer 2024 beim Nakhon Pathom United FC. Der Verein aus Nakhon Pathom spielte in der ersten Liga, der Thai League. Sein Erstligadebüt gab Pitaksalee am 19. April 2025 (29. Spieltag) im Auswärtsspiel gegen den Lamphun Warriors FC. Bei dem 1:1-Unentschieden stand er in der Startelf und spielte die kompletten 90 Minuten. Auch am letzten Spieltag eine Woche später im Heimspiel gegen den Ratchaburi FC stand er über die gesamte Spielzeit im Tor. Am Ende der Saison 2024/25 belegte er mit Nakhon Pathom den vorletzten Tabellenplatz und musste somit in die zweite Liga absteigen.